# Robert Sjursen
Robert Emanuel Sjursen (-Rafto) (Bergen, 1891. március 8. – Bergen, 1965. július 21.) olimpiai bajnok norvég tornász.
Az 1912. évi nyári olimpiai játékokon indult tornában és csapat összetettben szabadon választott szerekkel olimpiai bajnok lett.
Klubcsapata a Bergens TF volt.